# Distretto di Corbetta
Il distretto di Corbetta era il nome di un distretto progettato dal governo giacobino della Repubblica Cisalpina nel dipartimento del Ticino. Come molti enti simili, non trovò piena applicazione a causa del caotico periodo rivoluzionario in cui fu ideato, e venne soppresso dopo solo un anno a causa di nuovi rivolgimenti politici.

## Storia
La Costituzione della Repubblica Cisalpina progetto un nuovo ordinamento degli enti locali lombardi, partendo dal presupposto di una nuova geografia basata su una razionalizzazione illuministica anziché sui retaggi di secoli di storia. La funzione dei distretti, che andavano a sostituire l'istituto plurisecolare della pieve, sarebbe divenuto quello di svolgere le più alte funzioni municipali nelle aree di notevole parcellizzazione comunale.
Nell'area occidentale milanese, la Pieve di Corbetta venne riportata sotto Pavia riproponendo l'innovativa riforma di Giuseppe II di pochi anni prima, ma venne privata dell'area di Abbiategrasso, risolvendo l'ambiguità della storica particolarità di quella cittadina, da secoli autonoma dalla pieve. Il distretto venne classificato col numero 3.
Definito dalla legge 6 germinale anno VI, l'ente non riuscì ad avere una vera applicazione, poiché pochi mesi dopo il golpe militare riversò il governo giacobino sostituendolo con uno più finalizzato ad ottenere risparmi per la guerra. Il distretto di Corbetta, ritenuto troppo piccolo, venne subito cancellato a favore di circoscrizioni più ampie.

## Territorio
Il territorio del distretto ereditava quello della pieve, venendo però privato dall'area di Abbiategrasso e della comunità di Magenta che, avendo più di tremila abitanti, fece distretto a sé per legge. I comuni ricompresi furono Albairate, Bareggio, Bernate, Bestazzo, Boffalora, Cassina Pobbia, Castellazzo de' Barzi, Cisliano, Corbetta, Marcallo, Menedrago, Mesero, Ossona, Ravello, San Pietro Bestazzo, San Vito, Santo Stefano, Sedriano, Vittuone.